# Raise the Pressure
Raise the Pressure es el segundo álbum de estudio de Electronic lanzado en julio de 1996.

## Grabación
Siete de las trece pistas fueron compuestas por los miembros de tiempo completo Johnny Marr y Bernard Sumner , y las otras seis fueron coescritas con el exmiembro de Kraftwerk, Karl Bartos  . Fue recomendado a Electronic a través de un amigo de Sumner, y viajó a Manchester a lo largo de 1995 durante las sesiones de grabación, que se extendieron desde finales de 1994 hasta finales de 1995.
Las sesiones prolongadas dieron como resultado una producción densa y espesa que luego fue reconocida tanto por Sumner como por Marr  y criticada en reseñas profesionales; en consecuencia, pasaron mucho menos tiempo en su próximo álbum Twisted Tenderness .
Raise the Pressure también se destacó por las letras impresionistas de Bernard Sumner, que algunos vieron como resultado de su uso de Prozac durante este período, luego de una aparición en el programa The Late Show de BBC 2 , que exploró los efectos del antidepresivo, sobre la creatividad. Según Sumner, sin embargo, solo escribió una letra mientras estaba bajo la influencia de Prozac. Musicalmente, el álbum comprende canciones de guitarra pop/rock ("One Day", "Out of My League") y pistas más orientadas al baile ("Until the End of Time", "If You've Got Love").

## Recepción
A diferencia de su predecesor Electronic , Raise the Pressure recibió críticas mixtas y no se desempeñó tan bien comercialmente, con los dos primeros sencillos " Forbidden City " y " For You " figurando modestamente en el Top 20 del Reino Unido. y el tercero, " Second Nature ", apenas llegó al Top 40. En los EE. UU. No se lanzaron sencillos comerciales, y "Forbidden City" y "Second Nature" se emitieron solo como discos promocionales de reproducción de radio. Cuatro mezclas de " Hasta el final de los tiempos " fueron lanzadas a través de la lista de correo electrónico en octubre de 1997; este artículo y un maxi single de los remixes de "Second Nature" se encuentran entre las grabaciones más solicitadas de la banda.

## Listado de pistas
- Pistas 1, 2, 5, 7, 12 y 13 escritas por Marr, Sumner y Bartos.
- Pistas 3, 4, 6, 8, 9, 10 y 11 escritas por Marr y Sumner.

### Edición estándar
| Raise the Pressure |                         |          |  |
| N.º                | Título                  | Duración |  |
| 1.                 | «Forbidden City»        | 4:03     |  |
| 2.                 | «For You»               | 4:52     |  |
| 3.                 | «Dark Angel»            | 5:30     |  |
| 4.                 | «One Day»               | 4:35     |  |
| 5.                 | «Until the End of Time» | 6:19     |  |
| 6.                 | «Second Nature»         | 4:55     |  |
| 7.                 | «If You've Got Love»    | 6:26     |  |
| 8.                 | «Out of My League»      | 4:36     |  |
| 9.                 | «Interlude»             | 0:44     |  |
| 10.                | «Freefall»              | 4:58     |  |
| 11.                | «Visit Me»              | 5:58     |  |
| 12.                | «How Long»              | 4:46     |  |
| 13.                | «Time Can Tell»         | 4:43     |  |

| Pista extra en la edición Japonesa |                   |          |  |
| N.º                                | Título            | Duración |  |
| 14.                                | «All That I Need» | 4:15     |  |

### Pistas extras de iTunes[9]
| N.º | Título              | Duración |  |
| 14. | «Imitation of Life» | 3:47     |  |
| 15. | «A New Religion»    | 4:16     |  |
| 16. | «All That I Need»   | 4:17     |  |
| 17. | «I Feel Alright»    | 4:49     |  |
| 18. | «Turning Point»     | 5:35     |  |

## Personal
- Bernard Sumner: voz y teclados
- Johnny Marr: guitarras, bajo y teclados
- Producido por Electronic
- Diseñado por James Spencer
- Gracias a Karl Bartos (teclados), Denise Johnson (voz), Ged Lynch (batería y percusión), Donald Johnson (batería en 4), Danny Saber (órgano en 8), Guy Pratt (bajo en 13), Alan Meyerson (mezcla 1, 4, 5, 6, 7, 9, 12 y 13), James Spencer (mezclando 2, 3, 8, 10 y 11), Andrew Berry, Russell Kearney, Kevin Jacobs, JC, Ben Findlay, Jon Savage , Marcus Russell, Alec McKinlay, Abby Scott y todos en Ignition.[10]
- Ilustración de portada de Johannes Handschin.
- Logotipo electrónico de Paul Barnes.